# 戴維·布里維奥
戴維·布里維奥（義大利語：Davide Brivio；1988年3月17日—）是一位意大利足球運動員。在場上的位置是後衛。他現在效力於意大利足球甲級聯賽球隊維羅納足球俱樂部。他曾效力於亞特蘭大。